# Gregory Carl Johnson
Gregory Carl „Ray J“ Johnson (* 30. Juli 1954 in Seattle, Washington, USA) ist ein ehemaliger US-amerikanischer Astronaut. Er ist nicht mit seinem Kollegen Gregory Harold Johnson zu verwechseln.

## Beginn der Karriere
Johnson ist Captain der US Navy Reserve. Er studierte Luft- und Raumfahrttechnik an der Universität von Washington und beendete sein Studium 1977 mit dem Bachelor.

## NASA
Johnson war 1990 beim Johnson Space Center der NASA als Forschungspilot eingestellt worden. Vergeblich versuchte er in die 12. Astronautengruppe zu kommen.
1998 wurde er jedoch in die 17. Astronautengruppe der NASA gewählt und als Space-Shuttle-Pilot ausgebildet.
Johnson war Pilot der Mission STS-125, die am 11. Mai 2009 zum letzten Wartungsflug des  Hubble-Weltraumteleskop startete. Die Landung erfolgte am 24. Mai 2009 auf der Edwards Air Force Base.
Johnson verließ die NASA im August 2018.

## Privat
Gregory Johnson ist geschieden und hat zwei Kinder. Seine Hobbys sind Jogging und Fahrradfahren.